# Monospaces Chrysler (RS)
Pour les articles homonymes, voir Monospaces Chrysler.
Les monospaces Chrysler à plate-forme RS sont une série de monospace pour passagers commercialisés par Chrysler des années modèles 2001 à 2007. Quatrième des six générations de monospaces Chrysler, ils étaient des versions fortement révisées des monospaces Chrysler (NS). Selon le marché, ces monospaces étaient connus sous le nom de Dodge Caravan, Chrysler Town & Country et Chrysler Voyager. Avec l'arrêt de la marque Plymouth, le Plymouth Voyager n'est pas revenu.

## Aperçu
En développement de février 1996 à décembre 1999, les monospaces de génération IV étaient basés sur la plate-forme RS de Chrysler et comportaient un cadre de carrosserie plus grand avec des phares et des feux arrière modifiés. Le travail de conception de Brandon Faurote a été approuvé en janvier 1997 et a été approuvé pour la production en octobre 1997. Dévoilées au North American International Auto Show (NAIAS) de 2000 le lundi 10 janvier 2000, les monospaces RS ont été mis en vente en août 2000. La sortie faisait partie d'un lien promotionnel avec Nabisco, qui a dévoilé leur nouveau Mini Oreos à l'intérieur du monospace pendant le dévoilement. Les premiers monospaces sont sortis de la chaîne de l'usine d'assemblage de Windsor le 24 juillet.
Les monospaces RS été vendus sous les noms de Dodge Caravan, Chrysler Voyager et Chrysler Town & Country, dans des styles de carrosserie à 4 portes. Le Caravan était disponible dans un modèle à empattement long, appelé Grand Caravan, tandis que le Chrysler Voyager était un modèle à empattement court avec des niveaux d'équipement de base et le Town & Country n'était disponible qu'avec un empattement long et était le modèle le plus haut de gamme. Le Chrysler Voyager du marché américain et canadien était à l'origine destiné à être un Plymouth, mais est devenu un Chrysler avec l'arrêt de la marque Plymouth en 2000. Ce modèle a également été exporté, tandis que le Town & Country a été exporté en tant que modèle Voyager haut de gamme. Les modèles d'exportation avaient la désignation de plate-forme RG.
Les niveaux de finition pour le Caravan et le Town & Country ont été repris de la génération précédente, tandis que le Voyager n'était proposé qu'en tant que modèle de base. Le Caravan était disponible en versions Base, SE, Sport et ES, et le Town & Country était disponible en LX, LXi et Limited. En plus d'autres modifications détaillées, les portes coulissantes et le hayon télécommandées, qui pouvaient être ouverts et fermés en appuyant sur un bouton, soit à l'intérieur du véhicule, soit avec la clé, sont devenus des options, ainsi qu'un nouveau climatiseur trizone et des coussins gonflables latéraux montés sur les sièges. En 2002, les modèles eL et eX à valeur ajoutée ont été ajoutés au Town & Country. Ces modèles étaient tous deux des versions à prix avantageux des modèles LX et LXi, respectivement, avec des finitions d'options populaires. 2004 a vu l'ajout d'un modèle de base sans nom à empattement court.
En 2003, le Chrysler Voyager a été abandonné aux États-Unis, un Town & Country à empattement court est devenu disponible, et les Caravan C / V et Grand Caravan C / V sont revenus après avoir été abandonnés en 1995. Le C / V comportait l'option de fenêtres latérales supprimées (remplacées par des panneaux composites), des sièges arrière en option, un plancher de chargement en matière plastique similaire aux doublures des camionnettes, un plancher en caoutchouc au lieu de tapis et un hayon normale à l'arrière. Des modifications mineures ont été apportées au Grand Caravan ES, notamment de nombreuses fonctionnalités incluses dans la finition d'options 29S, les roues Titan Chrome de 17 pouces n'étant plus une option, remplacée par des roues chromées standard de 16 pouces et la disparition de l'option de transmission AutoStick. Cette année a également vu l'apparition d'un système DVD de siège arrière en option installé d'usine avec un lecteur de disque unique monté sous les commandes HVAC, et l'ajout d'un modèle SXT. 2004 a offert une finition exclusive Anniversary Edition pendant an seulement pour marquer la 20e année de production du Caravan. Cette finition était offerte sur les modèles SXT de niveau supérieur et comprenait des roues chromées, des moulures de couleur carrosserie, des accents intérieurs spéciaux et un badge d'aile unique.
Les monospaces de 2005 ont été rafraîchis en milieu de cycle, y compris des carénages avant révisés et un intérieur légèrement restylé. Ce modèle a introduit un système de sièges aux deuxième et troisième rangées qui se repliés complètement dans des compartiments sous le plancher. Il été commercialisé sous le nom de Stow 'N Go et était disponible exclusivement sur les modèles à empattement long. Dans un programme de développement d'un coût de 400 millions de dollars, les ingénieurs ont initialement utilisé un ensemble de montage pour visualiser l'interaction complexe de la conception et ont repensé les composants sous le plancher. Le système comprenait le puits de roue de secours, le réservoir de carburant, le système d'échappement, les câbles de frein de stationnement, les lignes de climatisation arrière et la suspension arrière, mais a entraîné l'élimination de la traction intégrale (4x4). À son tour, le système crée un volume combiné de 12 pieds cubes (340 L) de rangement sous le plancher lorsque les sièges de la deuxième rangée sont déployés. Avec les deux rangées repliées, les monospaces ont un plancher de chargement plat et un volume de chargement maximal de 160,7 pieds cubes (4550 L),. Le système Stow 'n Go a reçu le prix « Best of What's New » du magazine Popular Science pour 2005.
Les niveaux de finition ont de nouveau été remaniés sur le Town & Country, disponibles dans un modèle de base à empattement court et les modèles LX, Touring et Limited à empattement long. Comme pour le modèle de pré-rafraîchissement, seuls les modèles Touring et Limited été vendus aux consommateurs du Canada, le LX étant réservé aux flottes. Un airbag genoux côté conducteur était désormais de série sur tous les modèles. Les airbags latéraux montés sur les sièges avant des années précédentes ont été abandonnés au profit des airbags rideaux latéraux pour les trois rangées. Ceux-ci étaient de série sur les versions Limited et en option sur tous les autres modèles, mais ne pouvaient pas être commandés avec l'option toit ouvrant transparent. L'appairage Uconnect des téléphones Bluetooth était maintenant disponible, ainsi qu'un système de stockage sur rail avec trois compartiments mobiles ou amovibles.
Les monospaces Town & Country du marché taïwanais été assemblés entre 2005 et 2007 à Yangmei (Taïwan) sous licence de la China Motor Corporation, à partir de l'année modèle 2006. Ils étaient basés sur la variante à plate-forme RG du Grand Voyager du marché mondial. Les modèles taïwanais présentent des variations mineures pour le marché local, notamment des feux arrière à LED, des caméras de recul et des clignotants montés sur rétroviseur. En 2007, la production a pris fin et la chaîne de production a été délocalisée en Chine où Soueast a continué de l'assembler sous les plaques signalétiques Chrysler Grand Voyager et Dodge Grand Caravan de 2007 à fin 2010. 
La production de cette génération s'est poursuivie en Chine sous les plaques signalétiques Chrysler Grand Voyager et Dodge Grand Caravan à partir de 2007, lorsque la chaîne de production taïwanaise du Town & Country a été relocalisée à Soueast (une coentreprise entre CMC, Mitsubishi Motors et le Fujian Motors Group) jusqu'à fin 2010, lorsque la cinquième génération de Chrysler Grand Voyager a fait son apparition. Le Grand Caravan a été remplacé sur ce marché par le JCUV. Le Grand Voyager chinois était identique au Town & Country taïwanais, tandis que le Grand Caravan n'était pas basé sur le Grand Caravan à plate-forme RS vendu aux États-Unis et au Canada. Au lieu de cela, il s'agissait d'une version modifiée du Grand Voyager avec une nouvelle calandre, des feux arrière incandescents au lieu des unités LED du Grand Voyager, des clignotants montés sur les ailes au lieu des unités montées sur les rétroviseurs et des roues du Grand Caravan de la plate-forme RS. Les modèles chinois étaient équipés de moteurs 6G72 Mitsubishi.

### Sécurité
Le modèle de 2001 de cette version a obtenu une note « Médiocre » dans le test de collision frontal décalé à 64 km/h de l'Insurance Institute for Highway Safety. Il a bien protégé ses occupants et le mouvement du mannequin était bien contrôlé, mais une fuite de carburant s'est produite. Chrysler a corrigé ce problème en commençant par les modèles de 2002, en le portant à une note « Acceptable ».
L'année-modèle 2006 a apporté des airbags rideaux latéraux en option et un pilier B plus résistant, qui a été testé par le test de collision latérale de l'Insurance Institute for Highway Safety. Avec les airbags latéraux, il a obtenu une note «Acceptable». Pour le conducteur, il existe un risque de blessures graves au cou, de fractures des côtes et / ou de blessures aux organes internes. Les passagers arrière, cependant, pouvaient sortir indemne de cet accident, car il y a un faible risque de blessures importantes dans un accident de cette gravité pour eux.
La version à conduite à droite (CAD) de la 4e génération du Town & Country (Grand Voyager, comme on l'appelle en Europe) a très peu performé dans les tests de sécurité automobile de l'Euro NCAP et a obtenu les notes suivantes:
| Occupant adulte: | 1,5/5 étoile |
| Occupant enfant: | 4/5 étoiles  |
| Piéton:          | 0/4 étoile   |

Cependant, il a été noté que « la voiture à conduite à gauche a obtenu des résultats significativement meilleurs que la voiture à conduite à droite lors de l'impact frontal, marquant 9 points, donnant une cote potentielle d'occupant adulte de quatre étoiles ». L'organisation NCWR (New Car Whiplash Ratings) de Thatcham a testé le Grand Voyager européen de 4e génération pour sa capacité à protéger les occupants contre les coups du lapin, la voiture obtenant une note globale « Acceptable ».

## Groupes motopropulseurs
Comme avec la génération précédente, le Caravan était équipé de série d'un moteur quatre cylindres en ligne EDZ de 2,4 L et d'une transmission automatique TorqueFlite à 3 vitesses, avec des moteurs VGA de 3,3 L, EGA et EGH de 3,8 L en option, qui étaient livrés avec une transmission automatique Ultradrive à 4 vitesses. Le V6 de 3,3 L était le moteur standard des Voyager et Town & Country, ainsi que des Caravan canadiens, où le 2,4 L n'était pas offert. Les modèles d'exportation pouvaient être équipés d'un moteur Turbo Diesel R 425 VM Motori de 2,5 L ou d'un Turbo Diesel R 428 VM Motori de 2,8 L, et étaient disponibles avec une transmission manuelle à 5 vitesses. Les modèles chinois ont un moteur 6G72 de 3 L.
- 2001-2007 quatre cylindres en ligne EDZ de 2,4 L, 150 ch (110 kW) à 5 400 tr/min et 224 N m à 4 000 tr/min
- 2001-2007 V6 EGA de 3,3 L, 180 ch (130 kW) à 5 000 tr/min et 280 N m à 4 000 tr/min
- 2001-2007 V6 EGH de 3,8 L, 200 ch (150 kW) à 5 000 tr/min et 332 N m à 4 000 tr/min
- 2007-2010 V6 6G72 Mitsubishi de 3 L, 150 ch (110 kW) 239 N m (Chine)